# Muškátový oříšek

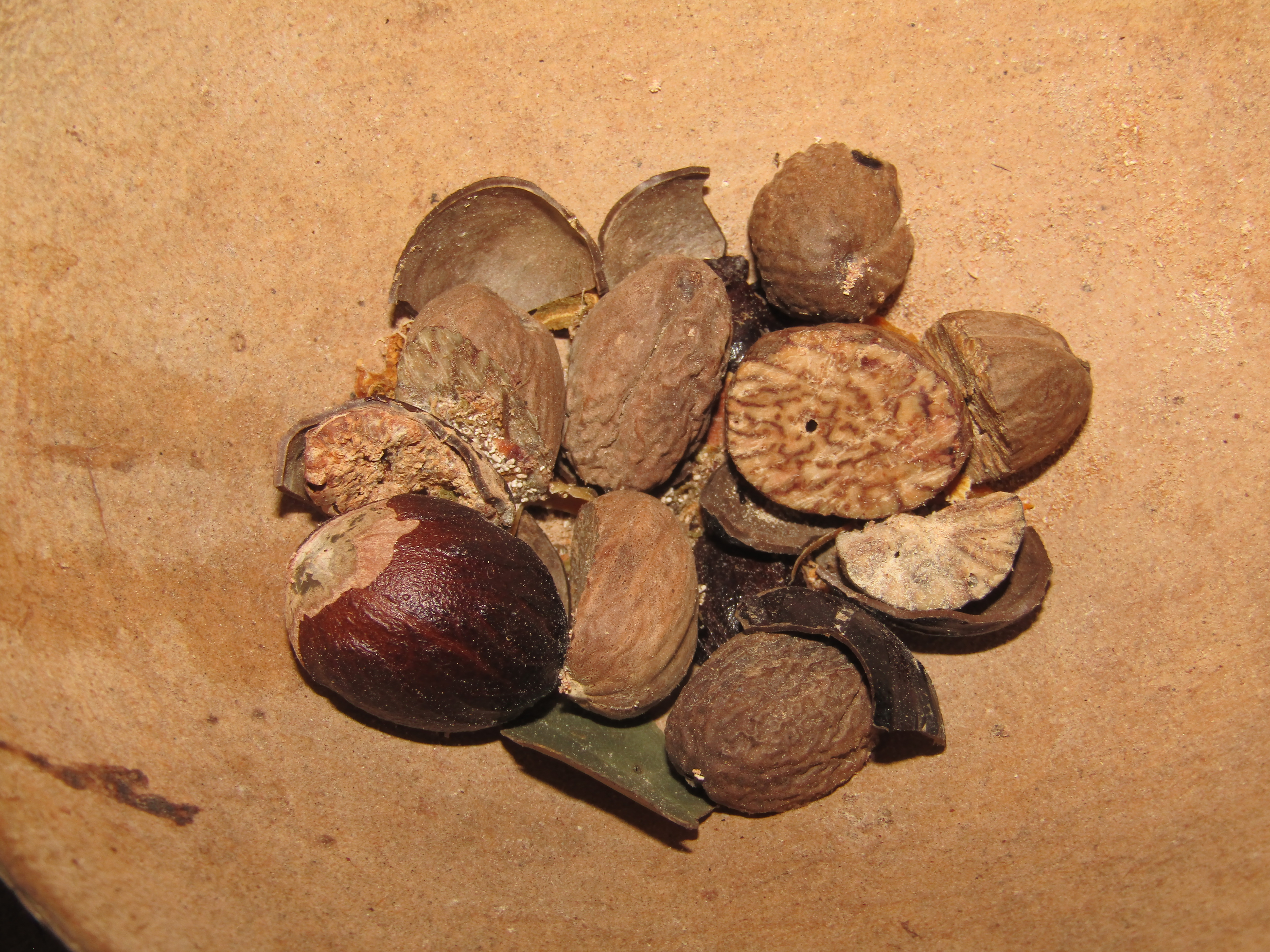
Muškátový oříšek

Muškátový oříšek je vysušené semeno, endosperm plodu stromu muškátovníku pravého (Myristica fragrans), využívaný především jako dochucovací koření podporující chuť k jídlu a zajišťující klidné trávení. Určován je i k domácí léčbě astmatu, nespavosti, pankreatitidy, nefritidy, ke zmírnění průjmů či nadýmání.[zdroj?]

## Charakteristika
Jedná se také o účinné spazmolytikum, tišící zejména břišní bolesti a křeče, ve středních dávkách vyvolává menstruaci, může rovněž narušit vývoj plodu.[zdroj?] Ve vyšších dávkách se již chová jako delirogenní narkotikum, ačkoliv je jako droga zneužíván zřídka, mnohdy z pouhé zvědavosti. Velká většina lidí jej však posléze hodnotí veskrz negativně pro jeho nepříjemné účinky fyziologické i duševní. V oříšku přítomný myristicin, elemicin a safrol se v organismu metabolizuje na sloučeniny chemicky podobné amfetaminu či meskalinu, které poškozují játra a vyvolávají rakovinu.[zdroj?]
Oříšek o velikosti 2 až 4 cm je obvejčitého tvaru, světle hnědé barvy, na povrchu mírně vrásčitý. Získává se z dužnatého oplodí muškátových bobulí, které v době zralosti pukají a tím obnažují semeno pokryté chrupavčitým, masitým a jasně červeným míškem neboli osemením, po jehož odstranění zbude vlastni endospermické jádro se síťovaným povrchem a bělošedě mramorovaným obsahem, nazývané poněkud nepřesně muškátový ořech. Chuť muškátového ořechu je rozličná, ovlivněná zejména obsahem různých silic.

## Toxicita a účinky
Mimo využití v kuchyni a lidovém léčitelství působí muškátový oříšek i psychoaktivními účinky silic myristicinu a elemicinu.[zdroj?] Muškátový oříšek narušuje kvalitativní úroveň vědomí (tzv. delirant), neboť působí jako anticholinergikum.[zdroj?] Také zvyšuje množství endokannabinoidů v lidském těle, neboť inhibituje enzymy odpovědné za jejich metabolismus.[zdroj?] Dále působí jako inhibitor monoaminoxidázy. Intoxikace je navíc dlouhodobá a vysilující, zbytkový diskomfort a bolesti hlavy mohou přetrvat i několik dní.
I. fáze (2–5 hodin)
- možnost lehké agrese
- nevolnost až zvracení
- zarudnutí, zteplání pokožky
- rozostřené vidění
- ataxie, zastřená řeč

II. fáze (9–12 hodin)
- euforie či dysforie, otupělost, netečnost
- narušení krátkodobé paměti
- zakalené vědomí, dezorientace
- iluze, snové vidiny
- strnulost, celková slabost
- narušené vnímání času (extrémně pomalu)
- deformace obrazu, času, prostoru
- znovuprožívání minulosti (záblesky vzpomínek z minulosti, na které člověk málem zapomněl)
- při zavření očí kaleidoskopické (někdy barevné) obrazce a jiné vizuality
- prodloužení reakční doby
- zarudnutí očí

III. fáze (12–24 hodin)
- vyčerpání a skleslost
- částečná amnézie
- úporné bolesti hlavy i kloubů
- rozlámanost, schvácenost